# Augusto, Príncipe de Anhalt-Plötzkau
Augusto de Anhalt-Plötzkau (Dessau, 14 de Julho de 1575 – Plötzkau, 22 de Agosto de 1653), foi um príncipe alemão da Casa de Ascanis e governante do principado unificado de Anhalt. A partir de 1603 tornou-se governante do principado de Anhalt-Plötzkau.
Augusto era o quarto filho, de Joaquim Ernesto, Príncipe de Anhalt, mas segundo filho do seu segundo casamento com a princesa Leonor de Württemberg.

## Vida
Em 1586, após a morte do seu pai, Augusto herdou o principado de Anhalt juntamente com os seus irmãos sob a regência do mais velho, João Jorge I.
Após dezassete anos de governo conjunto, os irmãos que ainda estavam vivos decidiram dividir formalmente as suas terras em 1603. Augusto recebeu  Plötzkau, que foi criado com terras que pertenciam ao principado de Anhalt-Bernburg.
Em 1611, Augusto sugeriu a publicação dos dois manifestos da Rosa Cruz juntos, mas não conseguiu encontrar uma cópia do Confessio.
Entre 1621 e 1642, Augusto foi regente de Anhalt-Zerbst em nome do seu sobrinho, João VI, e, entre 1650 e 1653 ocupou a mesma posição em Anhalt-Köthen em nome de outro sobrinho, Guilherme Luís.

## Casamento e descendência
Augusto casou-se em Ansbach no dia 25 de Janeiro de 1618 com a princesa Sibila de Solms-Laubach, filha de João Jorge I, Conde de Solms-Laubach. Juntos tiveram oito filhos:
1. Joana de Anhalt-Plötzkau (24 de Novembro de 1618 - 3 de Maio de 1676), morreu solteira e sem descendência;
2. Ernesto Gottlieb, Príncipe de Anhalt-Plötzkau (4 de Setembro de 1620 - 7 de Março de 1654), morreu solteiro e sem descendência;
3. Lebrecht, Príncipe de Anhalt-Plötzkau, depois príncipe de Anhalt-Köthen. Casado com a princesa Sofia Ursula de Stolberg-Ortenberg; sem descendência;
4. Doroteia de Anhalt-Plötzkau (20 de Junho de 1623 - 6 de Dezembro de 1637), morreu aos catorze anos de idade;
5. Ehrenpreis de Anhalt-Plötzkau (21 de Julho de 1625 - 21 de Julho de 1626), morreu com um ano de idade;
6. Sofia de Anhalt-Plötzkau (11 de Julho de 1627 - 24 de Novembro de 1679), morreu solteira e sem descendência;
7. Isabel de Anhalt-Plötzkau (21 de Março de 1630 - 17 de Abril de 1692), morreu solteira e sem descendência;
8. Emmanuel, Príncipe de Anhalt-Köthen (6 de Outubro de 1631 - 8 de Novembro de 1670), casado com a princesa Ana Leonor de Stolberg-Wernigerode; com descendência.

## Genealogia
| Augusto, Príncipe de Anhalt-Plötzkau | Pai: Joaquim Ernesto, Príncipe de Anhalt | Avô paterno: João V, Príncipe de Anhalt-Zerbst               | Bisavô paterno: Ernesto I, Príncipe de Anhalt-Dessau                   |
| Augusto, Príncipe de Anhalt-Plötzkau | Pai: Joaquim Ernesto, Príncipe de Anhalt | Avô paterno: João V, Príncipe de Anhalt-Zerbst               | Bisavó paterna: Margarida de Münsterberg                               |
| Augusto, Príncipe de Anhalt-Plötzkau | Pai: Joaquim Ernesto, Príncipe de Anhalt | Avó paterna: Margarida de Brandemburgo, Duquesa da Pomerânia | Bisavô paterno: Joaquim I Nestor, Príncipe-Eleitor de Brandemburgo     |
| Augusto, Príncipe de Anhalt-Plötzkau | Pai: Joaquim Ernesto, Príncipe de Anhalt | Avó paterna: Margarida de Brandemburgo, Duquesa da Pomerânia | Bisavó paterna: Isabel da Dinamarca, Princesa-Eleitora de Brandemburgo |
| Augusto, Príncipe de Anhalt-Plötzkau | Mãe: Leonor de Württemberg               | Avô materno: Cristóvão de Württemberg                        | Bisavô materno: Ulrich de Württemberg                                  |
| Augusto, Príncipe de Anhalt-Plötzkau | Mãe: Leonor de Württemberg               | Avô materno: Cristóvão de Württemberg                        | Bisavó materna: Sabina da Baviera                                      |
| Augusto, Príncipe de Anhalt-Plötzkau | Mãe: Leonor de Württemberg               | Avó materna: Ana Maria de Brandemburgo-Ansbach               | Bisavô materno: Jorge, Marquês de Brandemburgo-Ansbach                 |
| Augusto, Príncipe de Anhalt-Plötzkau | Mãe: Leonor de Württemberg               | Avó materna: Ana Maria de Brandemburgo-Ansbach               | Bisavó materna: Edviges de Münsterberg-Oels                            |